# USS Robert K. Huntington (DD-781)
O USS Robert K. Huntington (DD-781) foi um Contratorpedeiro norte-americano que serviu durante a Segunda Guerra Mundial.

## Comandantes
| Comandante              | Data                   |
| ----------------------- | ---------------------- |
| Cdr. John William Ramey | 3 de Março de 1945 -?? |